# Joseph Laurent Demont
Joseph Laurent Demont, né le 29 septembre 1747 à Sartrouville et mort le 5 mai 1826 à Paris, est un général de la Révolution et de l'Empire et homme politique français.

## Biographie

### Du soldat de la Révolution au général de l'Empire
Il naît le 29 septembre 1747 à Sartrouville, fils d'un Suisse de la garde du roi. Enrôlé dans le régiment de Vigier en 1764, le jeune Demont suit la carrière des armes et est promu au grade de capitaine en 1785. 
Il fait les premières campagnes de la Révolution. Grâce à son courage il est en 1797 adjudant-général à l'armée du Rhin sous le général Moreau. Il se distingue au passage du Rhin et reçoit les félicitations officielles du Directoire. En l'an VII, il passe à l'armée de l'Est et bat l'ennemi à Coire, où il prend deux canons et deux drapeaux. Il est nommé membre de la Légion d'honneur le 19 frimaire an XII, commandant de la Légion d'honneur le 25 prairial suivant. Il est promu général de brigade en l'an XII. 
Blessé à Austerlitz, ceci lui vaut d'être nommé général de division le 21 décembre 1805. Napoléon le nomme au Sénat conservateur le 20 mai 1806, puis l'appelle le 20 mars 1807 au commandement de la 3e légion de réserve de l'intérieur. Il est fait comte de l'Empire le 26 avril 1808. À Eckmühl, en 1809, le comte Demont a un cheval tué sous lui. En mission à Strasbourg en 1814, il est bloqué par les troupes de la Coalition.

### Sous la Restauration
Il adhère en avril 1814 à l'acte de déchéance de l'Empereur et est nommé pair de France par Louis XVIII. Il se tient à l'écart lors des Cent-Jours. Il rentre à la Chambre haute à la Seconde Restauration. Lors du procès du maréchal Ney en décembre 1815, il vote pour la mort. Pour récompenser son dévouement monarchique, Charles X déclare la pairie héréditaire dans sa famille le 2 mai 1826, trois jours avant son décès. Il meurt en effet le 5 mai à Paris, à l'âge de 78 ans.
À Paris il demeure 19, rue d'Enfer Saint-Michel en 1825.

## Titres
- Comte Demont et de l'Empire (lettres patentes du 26 avril 1808, Bayonne) ;
- Pair de France[4] :
  - Pair « à vie » par l'ordonnance du 4 juin 1814 ;
  - Comte-pair héréditaire (31 août 1817, lettres patentes du 18 février 1818) ;

## Distinctions
- Légion d'honneur[5] :
  - Légionnaire le 19 frimaire an XII (11 décembre 1803), puis,
  - Commandant de la Légion d'honneur le 25 prairial an XII (14 juin 1804) ;

## Armoiries
| Figure | Blasonnement |
|        | Armes du comte Demont et de l'Empire De gueules, à la licorne naissante d'or surmontée d'une grenade d'or posée au chef à senestre ; franc-quartier des comtes sénateur., - Livrées : azur, rouge & or. |
|        | Armes du comte Demont, comte-pair héréditaire D'azur à la lionne naissante d'or surmontée de deux grenades éclatantes du même.                                                                          |